# Öttömös
Öttömös község Csongrád-Csanád vármegye Mórahalmi járásában.

## Fekvése
Öttömös Csongrád-Csanád vármegye nyugati határán fekvő homokháti kisközség, a megye székhelyétől, Szegedtől 40 kilométerre; nyugatabbi szomszédai már mind Bács-Kiskun vármegyéhez tartoznak. Jellegzetes dél-alföldi tájon fekszik: homoki legelők, homokpuszták, telepített erdők, növénykultúrák veszik körül.
A szomszédos települések: észak felől Pusztamérges, kelet felől Ruzsa, délkelet felől Ásotthalom, délnyugat felől Kelebia, nyugat felől Kisszállás, északnyugat felől pedig Balotaszállás.

### Megközelítése
A legfontosabb közúti megközelítési útvonala az 55-ös főút, amely a külterületei között halad el, belterületétől mintegy 3-3,5 kilométerre délre. Központja a főútról letérve az 5413-as úton érhető el, ugyanez az út köti össze az 53-as főúttal és Balotaszállással is. Ruzsával az 5431-es út kapcsolja össze, s a határszélét délnyugaton érinti még az 5501-es út is.

## Története
A 13. század közepén népesített puszta. A kóborló kunok a részükre kijelölt területeken letelepedtek, az egyes nemzetségek földjét szállásnak (desceucus) nevezték. Ezekből a szállásföldekből alakult ki a 15. században kunszéknek nevezett összefüggő terület, amelyhez Öttömös is tartozott. 1436-ban Hyetemes néven puszta, gyér, kun földművelő lakossággal. A kunok mint jobbágy–lakosok 1560-ig laktak a pusztán, mikor a tatár-török csapatok pusztításai elől Jászberény körül és más védett vidéken kerestek oltalmat. A 17. században Szeged városához tartozott a puszta.
1729-ben nádori adományból Keresz és Csorvapusztákkal együtt Andrássy Zsigmond alispán és neje, Kun Zsuzsanna kapta. Szeged város igényt jelentett be a koronaügyészségnél és 1731-ben visszakapta e pusztát. Népessége szegedi lakosokból került ki, számuk 1869-ben 63, 1880-ban 91 személy. 1886-ban Magyar Imre, a puszta birtokosa, a vármegye törvényhatósági bizottságához fordult, hogy a tulajdonát képező Öttömöspusztát közigazgatásilag Sándorfalvához csatolják. Kérelme alapján 1886-1887-ben e puszta Sándorfalvához tartozott. 1897. január 1-jén Horgoshoz csatolták. 1908-ban vált el Horgostól, mikor lélekszáma alapján önálló községgé alakult.
A község gazdálkodásában kezdettől fogva jelentős szerepet játszott az állattenyésztés. A helyi növénytermesztés meghatározó ágazatának a szőlőművelés számított. A 20. század első felében mintegy 400 katasztrális holdon folyt szőlőtermesztés. A szőlő szerepét a század második felében a zöldségfélék, köztük a spárga vette át. Napjainkban is a spárga a község egyik legfontosabb mezőgazdasági terméke.
Öttömös településszerkezete szórvány jellegű, a lakosság közel fele ma is tanyán él. A század folyamán a mezőgazdasági termelés elsősorban 5-20 katasztrális holdas kisgazda birtokon folyt. A kisgazdálkodásokat az 1960-as években termelőszövetkezetbe vonták össze, melyek felszámolása után, az 1990-es években ismét kialakult a korábbi kisbirtokos struktúra. A településen 1957 óta folyik spárgatermesztés, a legtöbb család foglalkozik a termesztésével, termőterülete közel van a 100 hektárhoz.

## Közélete

### Polgármesterei
- 1990–1994: Bata Ferenc (független)[3]
- 1994–1998: Bata Ferenc (független)[4]
- 1998–2002: Bata Ferenc (független)[5]
- 2002–2006: Bata Ferenc (független)[6]
- 2006–2010: Bata Ferenc (független)[7]
- 2010–2012: Bata Ferenc (független)[8]
- 2012–2014: Dr. Dobó István (független)[9]
- 2014–2019: Dr. Dobó István (független)[10]
- 2019–2024: Dr. Dobó István (független)[11]
- 2024– : Dr. Dobó István (független)[1]

A településen 2012. május 6-án időközi polgármester-választást tartottak, az előző polgármester halála miatt.

## Népesség
| Lakosok száma | 710  | 712  | 698  | 681  | 616  | 603  | 600  |
|               | 2013 | 2014 | 2017 | 2021 | 2022 | 2023 | 2024 |

2001-ben a település lakosságának közel 100%-a magyar nemzetiségűnek vallotta magát.
A 2011-es népszámlálás során a lakosok 89,7%-a magyarnak, 0,7% németnek, 0,4% románnak, 0,4% szerbnek mondta magát (10% nem nyilatkozott; a kettős identitások miatt a végösszeg nagyobb lehet 100%-nál). A vallási megoszlás a következő volt: római katolikus 67,4%, református 2,3%, evangélikus 0,6%, görögkatolikus 0,7%, felekezeten kívüli 9,3% (17,6% nem nyilatkozott).
2022-ben a lakosság 89,6%-a vallotta magát magyarnak, 2,4% németnek, 0,8% románnak, 0,3% cigánynak, 0,3% szerbnek, 0,2% örménynek, 0,2% ruszinnak, 1,3% egyéb, nem hazai nemzetiségűnek (9,1% nem nyilatkozott; a kettős identitások miatt a végösszeg nagyobb lehet 100%-nál). Vallásuk szerint 49,2% volt római katolikus, 1,6% református, 0,3% görög katolikus, 0,3% ortodox, 0,2% evangélikus, 3,9% egyéb keresztény, 0,6% egyéb katolikus, 10,2% felekezeten kívüli (33,6% nem válaszolt).

## Nevezetességei
A híres magyar Afrika-kutató, Magyar László (Öttömös puszta birtokosának, Magyar Imrének leszármazottja)  emlékét őrzi a falu határában létrehozott kis park, s a róla elnevezett általános iskola. Katolikus temploma 1939-ben épült. A határ növény- és állatvilága rendkívül gazdag, vadászati lehetőségei kiválóak, kirándulásra is alkalmas szép homoki erdőség is terül el itt, valamint a rovar és növényritkaságokat rejtegető Baromjárás-puszta. Itt halad át az Alföldi kéktúra útvonala.